# Dysoxylum lenticellatum
Dysoxylum lenticellatum är en tvåhjärtbladig växtart som beskrevs av Cheng Yih Wu. Dysoxylum lenticellatum ingår i släktet Dysoxylum och familjen Meliaceae. Inga underarter finns listade i Catalogue of Life.